# Томер Сіслей
Томер Сислей (англ. Tomer Sisley; нар. 14 серпня 1974, Західний Берлін) — французький актор та сценарист єврейського походження.

## Біографія
Народився в Берліні, в сім'ї ізраїльтян. Його батьки були нащадками литовських і єменських євреїв. У 1983 році вони розлучилися, і батько відвіз хлопця до Франції. 9-річний Томер, який не знав ні слова по-французьки, пішов до місцевої школи і на подив швидко адаптувався до нових умов. «Від моїх батьків я успадкував певну сміливість, скоріше, навіть вміння не боятися змін і вміння адаптуватися в кожній ситуації, — розповідає Томер. — Мій батько кілька разів починав все з нуля, останній раз він змінив своє життя після п'ятдесяти, відкривши корабельний бізнес. Він ніколи не боявся невідомості. Завдяки йому я навчився тверезо оцінювати ситуацію і бути готовим переучуватися і навчатися тому, чого я не знаю. Мені цікава життя у всіх її проявах. До речі, ця риса властива і моєму Ларго».
Майбутній актор навчався в школі-інтернаті міжнародного центру Вальбонн недалеко від Ніцци. Там свого часу навчалися також Венсан Кассель, Матьє Кассовіц та інші відомі діячі кіно. Викладачем Сіслея з акторської майстерності був Джек Уолцер, з яким Томер працював понад десять років. Уолцер відомий тим, що готував Дастіна Хоффмана до ролі у фільмі «Тутсі» і працював з такими акторами, як Шерон Стоун, Роберт Дюваль, Джон Войт і Джина Девіс.
Сіслей з дитинства знав, що хоче стати комедійним актором, і не пропускав жодного кастингу в гумористичні передачі і ситкоми. Нарешті удача посміхнулася йому, і він дебютував в комедійному серіалі «Студія Сюд». Грав в декількох серіях серіалу «Горець», тоді ж і взяв сценічне ім'я Томер Сіслей (справжнє ім'я актора Томер Газіт). Потім він з'явився в таких фільмах, як «Союз шукає палець» (1997), «Розпусники» (2001), «Лабіринти» (2003). У Росії вперше став відомий по ішов в 1997 році на ОРТ серіалу «Ніко і його друзі» (французька назва Studio Sud).
Паралельно Томер Сіслей робив кар'єру в жанрі стенд-ап (коли гуморист звертається безпосередньо до публіки, як ніби імпровізує і розмовляє з нею на різні актуальні теми) і досяг такого рівня майстерності, що в 2004 році був запрошений в популярне шоу Джамель Деббуз. Домігшись великого успіху на сцені, Сіслей продовжував час від часу виконувати ролі другого плану у фільмах різних жанрів. У 2006 році він з'явився в романтичній комедії «Ти і я» разом з Жулі Депардьє і Маріон Котійяр, потім знявся в детективному трилері «Бандити» (2007) і озвучив журавля у французькій версії мультфільму «Кунг-Фу Панда» (2008). Томер також знімався у фільмі «Божественне народження» (2006), в серіалах «Комісар Наварро», «Горець» та інших. «Мені дуже пощастило, що я став актором! — каже Сіслей. — Мало хто займається тим, що мріяв займатися в дитинстві, — і слава Богу. Якби всі дитячі мрії збувалися, Земля була б величезним футбольним полем, оточеним пожежними!»